# Premier Basketball League
La Premier Basketball League, a menudo abreviada PBL, fue una liga profesional masculina de baloncesto menor de los Estados Unidos que se inició en enero de 2008. Consta de 18 equipos, todos ellos estadounidenses, aunque en el pasado también albergó equipos de Canadá y Puerto Rico.

## Historia

### Temporada 2008
La PBL fue creada tras un número de desacuerdos entre diferentes miembros de la American Basketball Association (ABA) y el CEO de la ABA, Joe Newman. Ocho de los primeros diez equipos de la PBL jugaron o jugarían en la ABA.
A principios de 2007, Newman fue excluido de su posición de CEO de la ABA tras una votación de la junta de directores que incluyó al dueño de los Maryland Nighthawks y el COO de ABA en ese momento, Tom Doyle (quién fue después comisionado de la PBL), expresando disatisfacción con la forma en la que Newman ejecutaba sus funciones como CEO. Newman respondió utilizando sus propias y otras acciones que formaban un interés controlador para eliminar a toda la junta de directores.
Newman rechazó reprogramar un playoff postergado por condiciones climáticas entre los Rochester Razorsharks y los Wilmington Sea Dawgs a pesar de que los dos equipos habían elegido una fecha, buscando entonces forzar a los Razorsharks a aceptar entregar el partido. Fue tras estos dos incidentes que los grupos dueños de los Nighthawks y los Razorsharks decidieron fundar la PBL.
Kenny Smith, ex base y actual analista de NBA en TNT, fue el primer comisionado de la liga.

### Temporada 2009

#### Deserción de otras ligas
Tras finalizar temporada 2008, seis equipos más abandonaron la ABA para unirse a la PBL. En primer lugar, el 9 de mayo, los Manchester Millrats y el campeón en las temporadas 2006-07 y 2007-08 de la ABA, Vermon Frost Heaves, decidieron mudarse de liga. Luego, el 20 de mayo, los inactivos Detroit Panthers, se reactivaron y unieron a la liga. El 21 de mayo, los Quebec Kebs se unieron. El 5 de junio, otro equipo con historia en la ABA, Augusta Groove, se unió a la liga, pero desde la Continental Basketball Association. El 23 de junio, los Halifax Rainmen, un equipo ABA el año anterior, anunció que también se unirían a la PBL tras la caída de una oferta para unirse a la NBA Development League. La primera deserción de la International Basketball League ocurrió el 31 de julio cuando los Battle Creek Knights se unieron a la liga.

#### Franquicias Difuntas
El 5 de febrero de 2009, la liga eliminó el derecho de propiedad de Montreal Sasquatch por no pagar a sus jugadores y removió al equipo de la liga. Los cuatro mejores jugadores del equipo de Montreal fueron drafteados por otros equipos y el resto de los jugadores fueron liberados incondicionalemente. Sin embargo, el 11 de febrero, la liga anunció un nuevo derecho de propiedad para el equipo y el mismo fue reintegrado por el resto del año.
A dos tercios de tiempo de la temporada inaugural, hubo a una división entre los miembros del grupo de propiedad de los Mid-Michigan Destroyers y el equipo suspendió operaciones hasta por lo menos 2009. La liga también anunció que el resto de los juegos de los Mid-Michigan Destroyers en el calendario serián llenados por el resto de los equipos en la liga.

#### Playoffs
El plan de playoff original de la liga establecía un juego de repechaje entre los puestos cuatro y cinco, luego una semifinal y final al mejor de tres juegos. Los Rochester Razorsharks debieron posponer el tercer juego de la serie de semifinales. Para el momento en el que las finales se disputaron, había preocupaciones acerca de la disponibilidad de fechas en la Kellog Arena (pabellón de los Battle Creek Knights y la capacidad de la liga para transmitir los partidos ante las limitaciones de la Kellog Arena. En vez de programar tres juegos de finales, un solo juego se jugó en la Blue Cross Arena de Rochester.

### Temporada 2010
Los Battle Creek Knights retornaron a la IBL y los Wilmington Sea Dagwgs se mudaron a la Continental Basketball League.  Los Lawton-Fort Sill Cavalry se unieron a la liga desde la CBA y los Maryland Nighthawks cambiaron el nombre de su franquicia a Maryland GreenHawks.
The Maryland Nighthawks changed the name of their franchise to the Maryland GreenHawks. Los Capitanes de Arecibo, un equipo participante de la Baloncesto Superior Nacional de Puerto Rico, se unieron a la liga bajo el nombre de Capitanes de Puerto Rico.
Al final de la temporada, la liga cortó lazos oficialmente con Buffalo Stampede, citando una falla del equipo en adherirse a los estándares de la liga. Los Maryland GreenHawks fueron también expulsados de la liga y los Bluegrass Stallions, otro equipo de la ABA, se unieron. La liga añadió también la expansión de los Dayton Air Strikers.

### Temporada 2011
En enero, los Vermont Frost Heaves anunciaron abruptamente la cesión de operaciones y sus jugadores fueron dispersados mediante un draft. Al final de la temporada, los Dayton Air Strikers, se mudaron a la IBL. Los Rochester Razorsharks ganaron la liga tras varios juegos controversiales donde la imparcialidad del arbitraje fue cuestionado por otros miembros de la liga. Los Halifax Rainmen y los Saint John Mill Rats anunciaron que dejarían la liga dentro de la hora de finalizados los playoffs. Ambos comunicados de prensas citaban que la manera en que los playoffs habían sido manejados era la razón. En adición, el diario Lawton Constitution reportó que Micheal Ray Richardson, el entrenador de Lawton-Fort Sill Cavalry, declaró que no volverían a la PBL. Ellos eran el equipo perdeor en la controversial final de la PBL de ese año. Los Quebec Kebs anunciaron al otro día que abandonarían la liga. Los tres equipo canadienses se convirtieron entonces en fundadores de la National Basketball League of Canada, comenzando a jugar a fines de 2011.
En un anuncio de los foros de baloncesto del sitio Our Sports Central, un usuario que anteriormente había sido identificado como Tony Chase de los Bluegrass Stallions, declaró que los Stallions habían abandonado formalmente la liga de forma privada anteriormente. Esto redujo la plantilla de la liga a solamente el campeón.
El 24 de mayo de 2011, la liga demandó al sitio Our Sports Central y a uno de sus usuarios debido a algunos mensajes que aseguraban que algunos de los partidos de la liga estaban arreglados.

### Temporada 2012
La liga aprobó expansiones de equipos de Chicago y Scranton para la temporada 2012. También Chattanooga (Tennessee), Hershey (Pensilvania) y Madison (Wisconsin) fueron nombradas como ciudades pendientes de aprobación para equipos de expansión.
El 18 de julio de 2011, la PBL anunció que los Dayton Air Strikers retornarían a la liga para la temporada 2012. En adición, el equipo con base en Northwestern Illinois, Sauk Valley Predators, comenzó su temporada inaugural en la PBL para 2012. El 22 de agosto de 2011 fue anunciado que los Charleston Gunners serían el sexto de la PBL para esta temporada. El 15 de septiembre de 2011, se anunció que los Northwest Indiana Stars dejarían la ABA, para ser el séptimo equipo de la PBL 2012. El 21 de septiembre de 2011, fue anunciado que los Lake Michigan Admirals también dejarían la ABA, convirtiéndose en el octavo equipo. El 23 de septiembre, el noveno equipo de la equipo se dio a conocer, Central Illinois Drive, con base en Bloomington. El 12 de octubre de 2011, fue anunciado que los Indiana Diesels serían otro de los equipos que abandonaría la ABA y se uniría a la PBL. Además los St. Lous Pioneers realizaron lo mismo, y cambiaron su nombre a St. Louis Phoenix.
Central Illinois Drive ganó el campeonato de la PBL de ese año, tras vencer a los Rochester RazorSharks por 101-80. 'The Drive' consiguió un récord de 18-1 en la temporada regular y un récord total de 22-1.

### Temporada 2013
La temporada 2013 inició en marzo de 2013. Durante la pretemporada se anunció que se uniría con la Independent Basketball Association para formar la PBL-IBA. Los juegos serían transmitidos en vivo por  @SportsTV, así como en el nuevo, Soul of the South Network. La PBL sería el primer deporte profesional transmitido en el 'Soul of the South Network'. Los Rochester RazorSharks tendrían como entrenador al exjugador de la NBA, Cliff Levingston. El artisto Diego Trinidad Campbell, firmó originalmente con los Buffalo Warriors para la temporada 2013 pero el equipo finalmente no participó en la liga.

## Equipos
| Division  | Equipo                       | Ciudad                       | Pabellón                                 |
| --------- | ---------------------------- | ---------------------------- | ---------------------------------------- |
| Northeast | Buffalo 716ers               | Buffalo, New York            | Burt Flickinger Center                   |
| Northeast | Chautauqua Hurricane         | Fredonia, Nueva York         | SUNY Fredonia                            |
| Northeast | Jamestown Jackals            | Jamestown, New York          | Jamestown Community College              |
| Northeast | New England Shamrocks        | Boston, Massachusetts        | Reggie Lewis Athletic Center             |
| Northeast | Providence Sky Chiefs        | Providence, Rhode Island     | Brown University                         |
| Northeast | Rochester Razorsharks        | Rochester, New York          | Blue Cross Arena                         |
| Northeast | Western New York Thundersnow | Niagara, New York            | Niagara Catholic High School             |
| Midwest   | Danville Riverhawks          | Danville, Illinois           | David S. Palmer Arena                    |
| Midwest   | Grand Rapids Cyclones        | Grand Rapids, Míchigan       | Grand Valley Armory                      |
| Midwest   | Indianapolis Diesels         | Indianapolis, Indiana        | Manual High School Gymnasium             |
| Midwest   | Kentucky Mavericks           | Owensboro, Kentucky          | Owensboro Sports Center                  |
| Midwest   | Lake Michigan Admirals       | St. Joseph, Míchigan         | Lake Michigan Catholic High School       |
| Southeast | Cary Invasion                | Cary, North Carolina         | Herbert Young Center                     |
| Southeast | Charlotte Elite              | Charlotte, North Carolina    | Carolina Courts                          |
| Southeast | Durham Legacy                | Durham, North Carolina       | Walltown Recreation Center               |
| Southeast | Huntersville HoopForLyfe     | Huntersville, North Carolina | Lake Norman Charter School               |
| Southeast | Raleigh Revolt               | Raleigh, North Carolina      | C.C. Spaulding Gymnasium Shaw University |
| Southeast | Wilmington Sea Dawgs         | Wilmington, North Carolina   | Wilmington Basketball Center             |

## Palmarés
| Año  | Campeón                  | Subcampeón               | Resultado |
| ---- | ------------------------ | ------------------------ | --------- |
| 2008 | Rochester Razorsharks    | Arkansas Impact          | 142-112   |
| 2009 | Rochester Razorsharks    | Battle Creek Knights     | 152-115   |
| 2010 | Lawton-Fort Sill Cavalry | Rochester Razorsharks    | 2-1       |
| 2011 | Rochester Razorsharks    | Lawton-Fort Sill Cavalry | 2-1       |
| 2012 | Central Illinois Drive   | Rochester Razorsharks    | 2-0       |
| 2013 | Bloomington Flex         | Rochester Razorsharks    | 2-0       |
| 2014 | Rochester Razorsharks    | Indianapolis Diesels     | 2-1       |
| 2015 | Rochester Razorsharks    | Lake Michigan Admirals   | 2-0       |
| 2016 | Rochester Razorsharks    | Lake Michigan Admirals   | 2-0       |
| 2017 | Rochester Razorsharks    | Kentucky Mavericks       | 2-1       |

## Premios
| Temporada | MVP                                        | MVP de los Playoffs                                     | Entrenador del Año                                                    |
| --------- | ------------------------------------------ | ------------------------------------------------------- | --------------------------------------------------------------------- |
| 2008      | Jeremy Bell, Arkansas Impact               | Keith Friel, Rochester Razorsharks                      | Rod Baker, Rochester Razorsharks                                      |
| 2009      | Keith Friel, Rochester Razorsharks         | Keith Friel and Sammy Monroe, Rochester Razorsharks     | Rod Baker, Rochester Razorsharks and Terry Sare, Battle Creek Knights |
| 2010      | DeAnthony Bowden, Lawton-Fort Sill Cavalry | Elvin Mims, Lawton-Fort Sill Cavalry                    | Micheal Ray Richardson, Lawton-Fort Sill Cavalr                       |
| 2011      | Quinnel Brown, Quebec Kebs                 | Melvin Council, Rochester Razorsharks                   | Rob Spon, Quebec Kebs                                                 |
| 2012      | Perry Petty, Central Illinois Drive        | Perry Petty, Central Illinois Drive                     | A.J. Guyton, Central Illinois Drive                                   |
| 2013      | Jemal Farmer, Bloomington Flex             | Jemal Farmer, Bloomington Flex                          | A.J. Guyton, Bloomington Flex                                         |
| 2014      | Bryant Austin, Lima Express                | Jerice Crouch Rochester Razorsharks                     | Aaron Hogg, Indianapolis Diesels                                      |
| 2015      | Courtney Blackmore, Lake Michigan Admirals | Correy Allmond and Jerice Crouch, Rochester Razorsharks | Rob Spon, Rochester Razorsharks                                       |
| 2016      | TBA                                        | Melvin Council, Rochester Razorsharks                   | TBA                                                                   |

### Mejor Sexto Hombre del Año
- 2009: Alex Harper, Wilmington Sea Dawgs
- 2010: Melvin Council, Rochester Razorsharks
- 2011: Eddie Smith, Lawton-Fort Sill Cavalry
- 2012: Rodney Edgerson, Central Illinois Drive
- 2013: Darin Mency, Rochester Razorsharks
- 2014: John Hart, Indianapolis Diesels
- 2015:  Kyle Meyer, Lima Express
- 2016: Melvin Council, Rochester Razorsharks

### Mejor Defensor del Año
- 2009: Jonas Pierre, Quebec Kebs and Al Stewart, Manchester Millrats
- 2010: Eric Crookshank, Halifax Rainmen
- 2011: Eric Crookshank, Halifax Rainmen
- 2012: Marcel Anderson, Chicago Muscle
- 2013: Nate Fuqua, Bloomington Flex
- 2014: Courtney Blackmore, Lake Michigan Admirals
- 2015: Troy Franklin, Lake Michigan Admirals

### Rookie del Año
- 2010: Eric Gilchrese, Manchester Millrats & Halifax Rainmen
- 2011: Todd McCoy, Rochester Razorsharks
- 2012:
- 2013: Josiah Whitehead, Bloomington Flex
- 2014: Jamaal Francis, Lynchburg Titans
- 2015: Josh Chichester, Grand Rapids Cyclones
- 2016: Michael Davenport, Jamestown Jackals